# Who Will I Be
Who Will I Be è una canzone presente nel film Camp Rock cantata dalla cantautrice e attrice statunitense Demi Lovato, tratta dalla colonna sonora del film

## Informazioni sulla canzone
La canzone nel film appare due volte: la prima all'inizio del film, quando Mitchie Torres (Demi Lovato) si sveglia e si prepara per andare a scuola,La seconda volta avviene quando. mentre è nel camp, la chiamano e le dicono di cantare una canzone qualsiasi e lei sceglie proprio questa, composta da lei. La classe apprezza la performance. In quest'occasione canta solamente una parte della canzone senza la base musicale.

## Posizioni
| Classifiche (2008)                                 | Posizioni |
| -------------------------------------------------- | --------- |
| Canadian Hot 100                                   | 80        |
| Regno Unito The Official Chart Company             | 169       |
| Stati Uniti (Bubbling Under Hot 100 Singles chart) | 1         |